# Марія-Анна Браганса-Кобурзька
Марія Анна Кобург-Браганса (порт. Maria Ana de Bragança), повне ім'я Марія Анна Фернанда Леопольдіна Мікаела Рафаела Габріела Карлотта Антонія Юлія Віторія Пракседес Франциска де Ассіз Ґонзаґа (порт. Maria Anna Fernanda Leopoldina Micaela Rafaela Gabriela Carlota Antónia Júlia Vitória Praxedes Francisca de Assis Gonzaga, 21 серпня 1843 — 5 лютого 1884) — португальська інфанта з династії Кобург-Браганса, донька королеви Португалії Марії II та її консорта Фернанду II, дружина саксонського кронпринца Георга.

## Біографія
Марія Анна народилась 21 серпня 1843 року в Лісабоні четвертою дитиною і старшою донькою серед дітей, які вижили, королеви Португалії Марії II та її другого чоловіка Фернанду II, що походив з Саксен-Кобург-Готської династії. ЇЇ старшими братами були Педру, Луїш та Хуан. Невдовзі народились молодші: Антонія, Фердинанд та Август. Матір померла при пологах, коли Марії Анні було 10. Королем Португалії став Педру, а до його повноліття батько виконував роль регента.
У 15 років Марія Анна стала дружиною Георга Саксонського, старшого від неї на п'ять років. Весілля відбулося 11 травня 1859 в Беленському палаці Лісабону. У шлюбі народила восьмеро дітей.
Марія Анна померла 5 лютого 1884 у віці 40 років. Похована у Гофкірхе, Дрезден.

## Родина
Чоловік — Георг, король Саксонії
Діти:

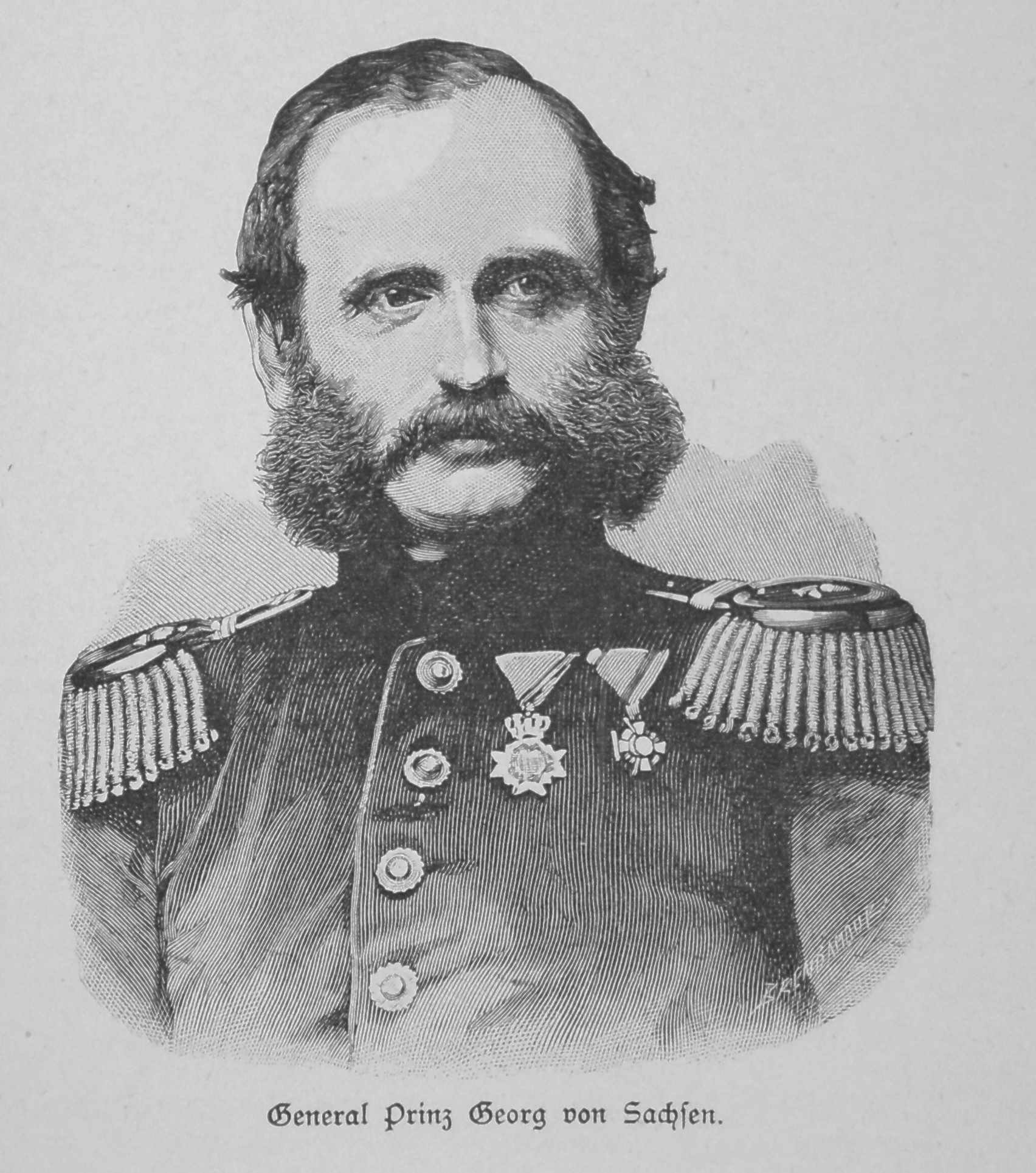
Георг Саксонський

- Марія Йоганна (1860—1861) — померла немовлям;
- Єлизавета Альбертіна (1862—1863) — померла немовлям;
- Матильда Марія (1863—1933) — померла бездітною та неодруженою;
- Фрідріх Август (1865—1934) — король Саксонії, був одружений із Луїзою Тосканською, мав семеро дітей;
- Марія Йозефа (1867—1944) — була одружена із ерцгерцогом Отто Францем Австрійським, мала двох синів;
- Йоганн Георг (1869—1938) — принц Саксонський, був двічі одружений, дітей не мав;
- Максиміліан Вільгельм (1870—1951) — став священиком;
- Альберт Карл (1875—1900) — загинув у автокатастрофі, одружений не був, дітей не мав.

## Вшанування пам'яті
- На її честь названо дрезденський проспект Marienallee.